# Ashipa
Ashipa, el primer Oba de Lagos, quien todo Obas de Lagos localizan su apellido a, era un capitán de guerra del Oba de Benín. Ashipa Estuvo premiado con título de Jefe de Guerra de la Cabeza/Oloriogun y recibió el Oba de la sanción para gobernar de Benín Lagos. Algunos cuentas de Benín de historia tienen el Ashipa cuando hijo o nieto del Oba de Benín.  Otras cuentas notan que Ashipa es un Yoruba la corrupción del Benín nombra Aisika-hienbore (traducido "no desertaremos este sitio").
Ashipa recibió una espada y un tambor real como símbolos de su autoridad del Oba de Benín en su misión a Lagos. Además, el Oba de Benín desplegó un grupo de oficiales de Benín encargados de preservar los intereses de Benín en Lagos. Estos oficiales, liderados por Eletu Odibo, fueron los miembros iniciales de la clase Akarigbere de jefes de gorra blanca de Lagos.